# Stanislao Cannizzaro
Stanislao Cannizzaro (13. července 1826 Palermo, Itálie – 10. května 1910 Řím) byl italský chemik, známý hlavně objevem disproporční reakce aromatických aldehydů v zásaditém prostředí, která byla po něm i pojmenována jako Cannizzarova reakce.

## Životopis
Narodil se v Palermu na Sicílii. V roce 1841 začal studovat medicínu, ale po krátkém čase se přeorientoval na chemii. V letech 1846 až 1847 byl asistentem Raffaele Piria, profesora chemie v Pise a později v Turíně.
Během revolučního roku 1848 byl důstojníkem dělostřelectva v Messině, po porážce povstalců uprchl do Francie, nejdříve do Marseille, v říjnu 1849 přišel do Paříže. Zde začal znovu pracovat v laboratoři Michela Chevreula. V roce 1851 syntetizoval kyanamid z amoniaku a kyanchloridu v éterickém prostředí. Ve stejném roce mu bylo nabídnuto místo profesora fyzikální chemie v Alessandrii, kde objevil, že aromatické aldehydy se v alkoholickém roztoku hydroxidu draselného rozkládají na příslušnou kyselinu a alkohol. Tato reakce dostala pojmenování po něm jako Cannizzarova reakce.
V roce 1855 se stal profesorem chemie na univerzitě v Janově, později v Pise, Neapoli a nakonec v rodném Palermu. Tam strávil několik let studiem aromatických sloučenin a aminů až mu nakonec v roce 1871 bylo nabídnuto místo vedoucího oddělení chemie na univerzitě v Římě, které přijal. Ve stejném roce se stal i členem italského senátu.
Kromě prací v organické chemii se věnoval i fyzikální chemii, kde v publikaci z roku 1858 (Sunto di un corso di Filosofia chimica) rozpracoval teorie Amadea Avogadra ohledně vztahu mezi atomovými hmotnostmi prvků a molekulovými hmotnostmi jejich sloučenin. Za tuto publikaci mu byla v roce 1891 Královskou společností udělena Copleyho medaile. Také jí otevřel cestu k objevu periodické tabulky prvků.